# Paul Wehrle (Bischof)

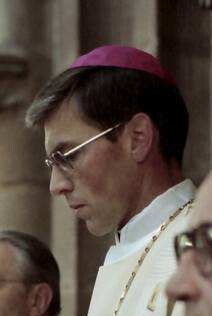
Paul Wehrle (1981)

Wappen von Paul Wehrle

Paul Friedrich Wehrle (* 7. Juni 1940 in Singen) ist ein deutscher Geistlicher und Theologe sowie emeritierter Weihbischof in Freiburg.

## Leben
Paul Wehrle war 1961 bis 1963 Zeitsoldat bei der Bundeswehr. Nach seiner theologischen und philosophischen Ausbildung empfing er am 15. Mai 1969 in Freiburg im Breisgau die Priesterweihe. Zwischen 1971 und 1973 machte er eine Fachausbildung am Institut für Katechetik und Homiletik in München. 1974 wurde er mit einer Arbeit über die Predigtlehre unter dem Einfluss des Aufklärungsprozesses zum Doktor der Theologie promoviert. Von 1975 bis 1979 war er Dozent und Subregens im Priesterseminar St. Peter, zeitgleich Lehrbeauftragter an der Theologischen Fakultät der Albert-Ludwigs-Universität Freiburg. 
1979 erhielt er einen Ruf als Professor für Religionspädagogik und Pastoraltheologie an der Universität Eichstätt; seit 1990 ist er zudem Honorarprofessor an der Universität Freiburg.
Wehrle wurde im Jahr 1981 von Papst Johannes Paul II. zum Titularbischof von Nova Germania und Weihbischof in der Erzdiözese Freiburg ernannt. Erzbischof Oskar Saier weihte ihn am 5. Juli 1981 zum Bischof. Mitkonsekratoren waren Bischof Alois Brems von Eichstätt und der Freiburger Weihbischof Karl Gnädinger. Sein Wahlspruch ist In spiritus fortitudine („In der Kraft des Geistes“).
Er war von 1981 bis 2000 Bischofsvikar für Jugendfragen. 2002/2003 war er Diözesanadministrator des Erzbistums Freiburg. Seit 2002 ist er Bischofsvikar für Hochschulen und Hochschulpastoral, zudem seit 1999 Dompropst und damit Vorsitzender des Metropolitankapitels. Er ist zugleich zuständig für die Katholische Akademie der Erzdiözese Freiburg und Beauftragter der Deutschen Bischofskonferenz für die bischöflichen Stipendienwerke KAAD (Katholischer Akademischer Ausländer-Dienst) und Cusanuswerk. Außerdem ist er Mitglied der Pastoralkommission der Deutschen Bischofskonferenz und deren Arbeitsgruppe „Katechese und Mission“ sowie stellvertretender Vorsitzender der bischöflichen Kommission für Wissenschaft und Kultur.

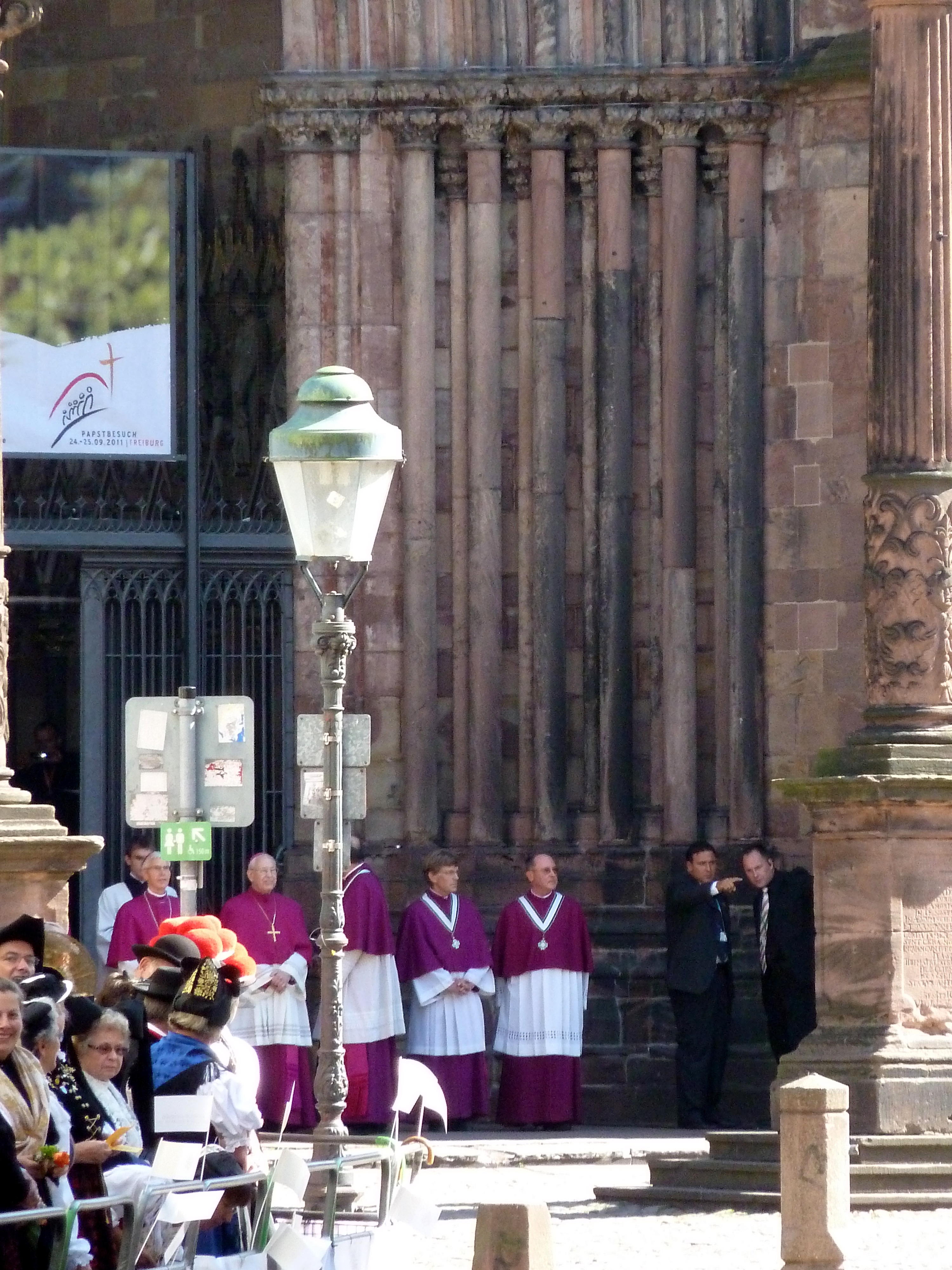
Dompropst und Weihbischof Paul Wehrle (links), Weihbischof Rainer Klug (neben ihm) und andere Würdenträger des Metropolitankapitels und Erzbistums Freiburg erwarten Papst Benedikt XVI. im Tor des Freiburger Münsters anlässlich des ersten Papstbesuches in Freiburg

Am 30. Juli 2012 nahm Papst Benedikt XVI. sein aus gesundheitlichen Gründen vorgebrachtes Rücktrittsgesuch an. Er hat seinen Ruhesitz in Liggeringen, einem Ortsteil von Radolfzell am Bodensee, und ist dort als Subsidiar in der Seelsorge tätig.

## Schriften
- Religion erkennen und zeigen. Denkgeschichten und Wirkgeschichten, EOS 2001, ISBN 383067080X, zusammen mit Engelbert Gross, Johannes Spölgen, Theodor Maas-Ewerd, Michael Seybold.
- Gerechter Friede, Meinhardt 2002, ISBN 3933325226, zusammen mit Thomas Meinhardt, Daniela Seel, Franz Kamphaus, Ansgar Koschel, Walter Mixa
- Schulkultur mitgestalten. Pastorale Anregungen und Modelle, Herder Freiburg 2005, ISBN 345128751X, zusammen mit Joachim Burkhart

## Festschrift
- Seelsorge in der Kraft des Heiligen Geistes. Festschrift für Weihbischof Paul Wehrle, hrsg. von Philipp Müller und Hubert Windisch, Freiburg; Basel; Wien, Herder 2005, ISBN 3-451-28616-5
- ... in voller Wahrheit Vorsteher des Volkes. Der Dienst des Bischofs im Wandel. Paul Wehrle zum silbernen Bischofsjubiläum, hrsg. von Thomas Herkert und Karsten Kreutzer und Tobias Licht, Verlag der Katholischen Akademie der Erzdiözese Freiburg, Freiburg im Breisgau 2007, ISBN 978-3-928698-32-0